# 沙尔巴赫
沙尔巴赫是德国巴登-符腾堡州的一个市镇。总面积3.95平方公里，总人口719人，其中男性357人，女性362人（2011年12月31日），人口密度182人/平方公里。